# Slaughter's Big Rip-Off (álbum)
Slaughter's Big Rip-Off é uma trilha sonora gravada por James Brown para o filme Slaughter's Big Rip-Off (Brasil: Slaughter, O Homem Impiedoso ) e lançada em 1973 pela Polydor Records. Todas as canções do álbum foram compostas por James Brown.
1. "Slaughter's Theme Song" (4:01)
2. "Tryin' to Get Over" (2:28)
3. "Transmorgrapfication" (2:00)
4. "Happy for the Poor" (2:45)
5. "Brother Rapp" (3:04)
6. "Big and Strong" (3:19)
7. "Really, Really, Really" (1:51)
8. "Sexy, Sexy, Sexy" (3:11)
9. "Tony Brother" (2:12)
10. "How Long Can I Keep Up" (5:31)
11. "People Get Up and Drive Your Funky Soul" (3:43)
12. "King Slaughter" (2:46)
13. "Straight Ahead" (2:45)